# María del Mar Olmedo
María del Mar Olmedo Justicia (Almería, 10 de agosto de 1983) es una deportista española que compitió en judo adaptado. Ganó una medalla de plata en los Juegos Paralímpicos de Atenas 2004 en la categoría de +70 kg.

## Palmarés internacional
| Juegos Paralímpicos | Juegos Paralímpicos | Juegos Paralímpicos | Juegos Paralímpicos |
| Año                 | Lugar               | Medalla             | Categoría           |
| ------------------- | ------------------- | ------------------- | ------------------- |
| 2004                | Atenas (Grecia)     | Medalla de plata    | +70 kg              |